# Trophis montana
Trophis montana ist eine Pflanzenart aus der Familie der Maulbeergewächse (Moraceae).

## Merkmale
Trophis montana ist ein schlanker Baum, der eine Wuchshöhe von 10 Meter erreicht. Er besitzt hängende schlanke Zweige. 
Die wechselständig angeordneten Laubblätter sind in Blattstiel und Blattspreite gegliedert. Der Blattstiel ist 8 bis 10 mm lang. Die einfache, ganzrandige Blattspreite ist bei einer Länge von 6 bis 9 cm und einer Breite von 2,5 bis 3,5 cm elliptisch bis verkehrt-eiförmig mit bespitzter bis geschwänzter Spitze. Die dreieckig-eiförmigen Nebenblätter sind 1 bis 1,5 mm lang.  
Trophis montana ist zweihäusig diözisch. Die Blüten sind meist vierzählig mit einfacher Blütenhülle. Die gelben, männlichen Blüten sind in kugelförmigen, traubigen Blütenständen angeordnet. Bei den männlichen Blüten sind ein Pistillode und 4 Staubblätter vorhanden. 
Die weiß-, hellgelblichen bis rötlich-grünen oder -braunen Steinfrüchte mit Griffelresten an der Spitze sind bei einer Länge von etwa 1,3 cm eiförmig bis kugelig und beinhalten nur einen gefurchten Samen (Steinkern). 

## Status
Trophis montana kommt auf Madagaskar, den Komoren und Aldabra vor. 1980 berichtete der Botaniker Francis Raymond Fosberg, dass diese Art auf der Aldabra-Insel Grand Terre aufgrund  der Zerstörung der Vegetation durch Ziegen bereits ausgestorben sei. Nach Angaben der IUCN haben jedoch wenige Exemplare im Gebiet von Takamaka Grove auf Grand Terre überlebt.

## Taxonomie
Der Name Maillardia pendula wurde 1974 durch Francis Raymond Fosberg im Kew Bulletin veröffentlicht. Alle Maillardia-Arten wurden 1988 durch Cornelis Christiaan Berg in die Gattung Trophis gestellt. Synonyme für Trophis montana (Leandri) C.C.Berg sind: Maillardia mandrarensis Leandri, Maillardia montana Leandri, Maillardia occidentalis Leandri, Maillardia orientalis Leandri, Maillardia pendula Fosberg.